# Myéloperoxydase
La myéloperoxydase est une oxydoréductase qui catalyse la réaction :
Cl− + H2O2 + H+  {\displaystyle \rightleftharpoons }  HClO + H2O.
Cette enzyme halogénodépendante est active contre E. coli et L. acidophilus pour des pH acides (= 5). L'ajout de peroxyde d'hydrogène n'est pas nécessaire pour Lactobacillus puisque ce dernier le produit lui-même. L'halogène le plus efficace est l'iode I, suivi du brome Br et du chlore Cl ; le fluor F est inefficace mais le thiocyanate SCN, qui n'est pas un halogène, l'est.
2 HX + H2O2 ⟶ 2 H2O + X2
X2 + O–
(leucocytaire) ⟶ 2 XO–
(hypo-halogénite = agent anti-bactérien)
La myéloperoxydase participe à l'explosion oxydative de certains phagocytes du système immunitaire comme les granulocytes neutrophiles (dans les granulations primaires azurophiles) et les macrophages. La phagocytose des bactéries est suivie de la fusion des vacuoles de phagocytose (phagosome) avec les granulations azurophiles primaires (considérées comme des lysosomes). La myéloperoxydase catalyse alors la formation de l'acide hypochloreux HOCl, espèce réactive de l'oxygène, extrêmement pro-oxydante, qui détruit le pathogène ; c'est le mode de destruction des bactéries extracellulaires par les polynucléaires neutrophiles.